# Superquadra
Superquadra é uma forma de organização urbanística. No Brasil é conhecida como a experiência morfológica realizada nos bairros residenciais de Brasília, os quais foram estrategicamente desenhados com grande influência modernista. Na Espanha, as supermanzanas (ou superilles em catalão), que podem também ser traduzidas como superquadras, possuem uma concepção diferenciada, com uma elaboração contemporânea de rearranjo urbanístico de uma área escolhida.

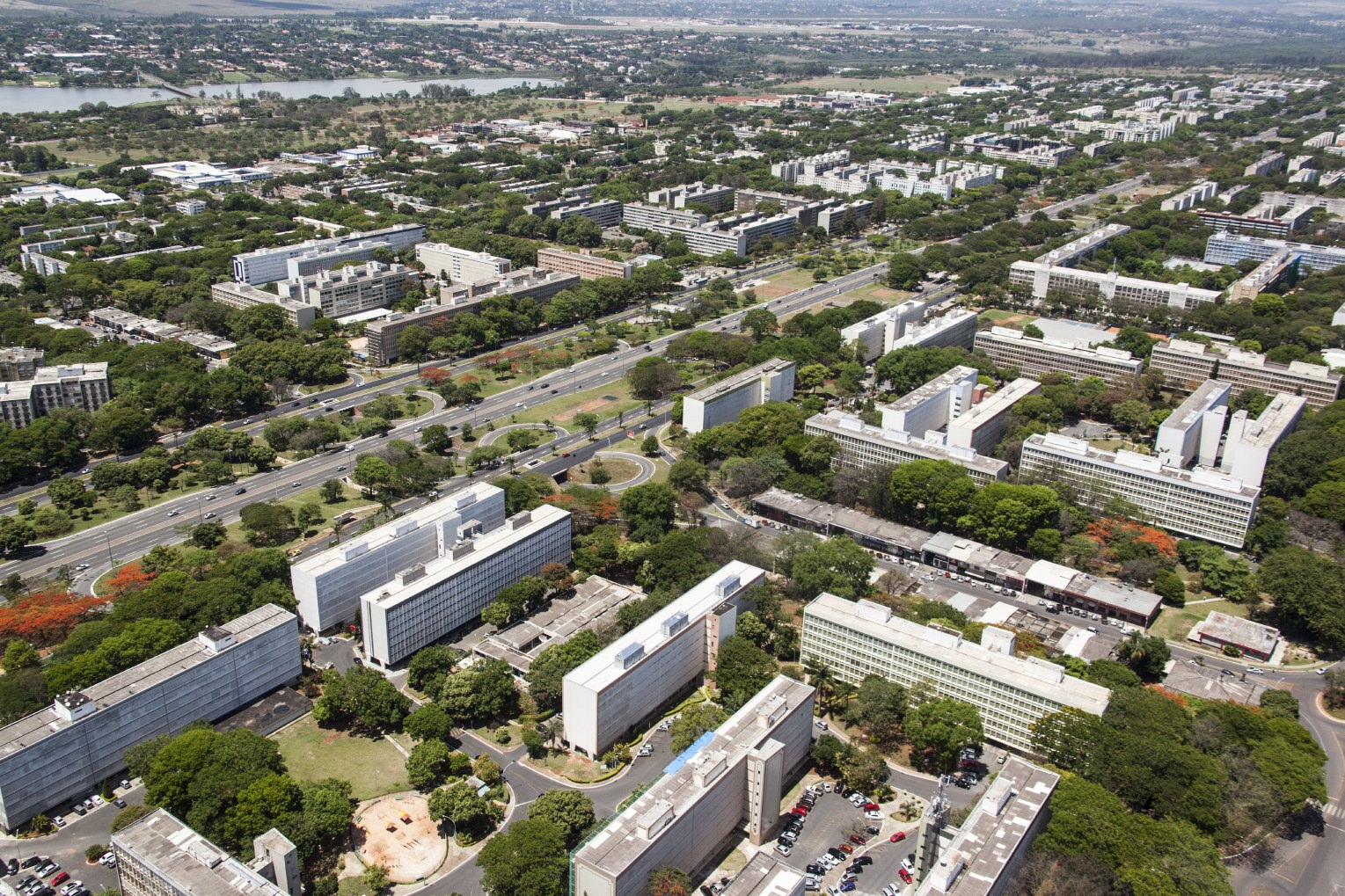
Fotografia aérea da Asa Sul com suas superquadras.

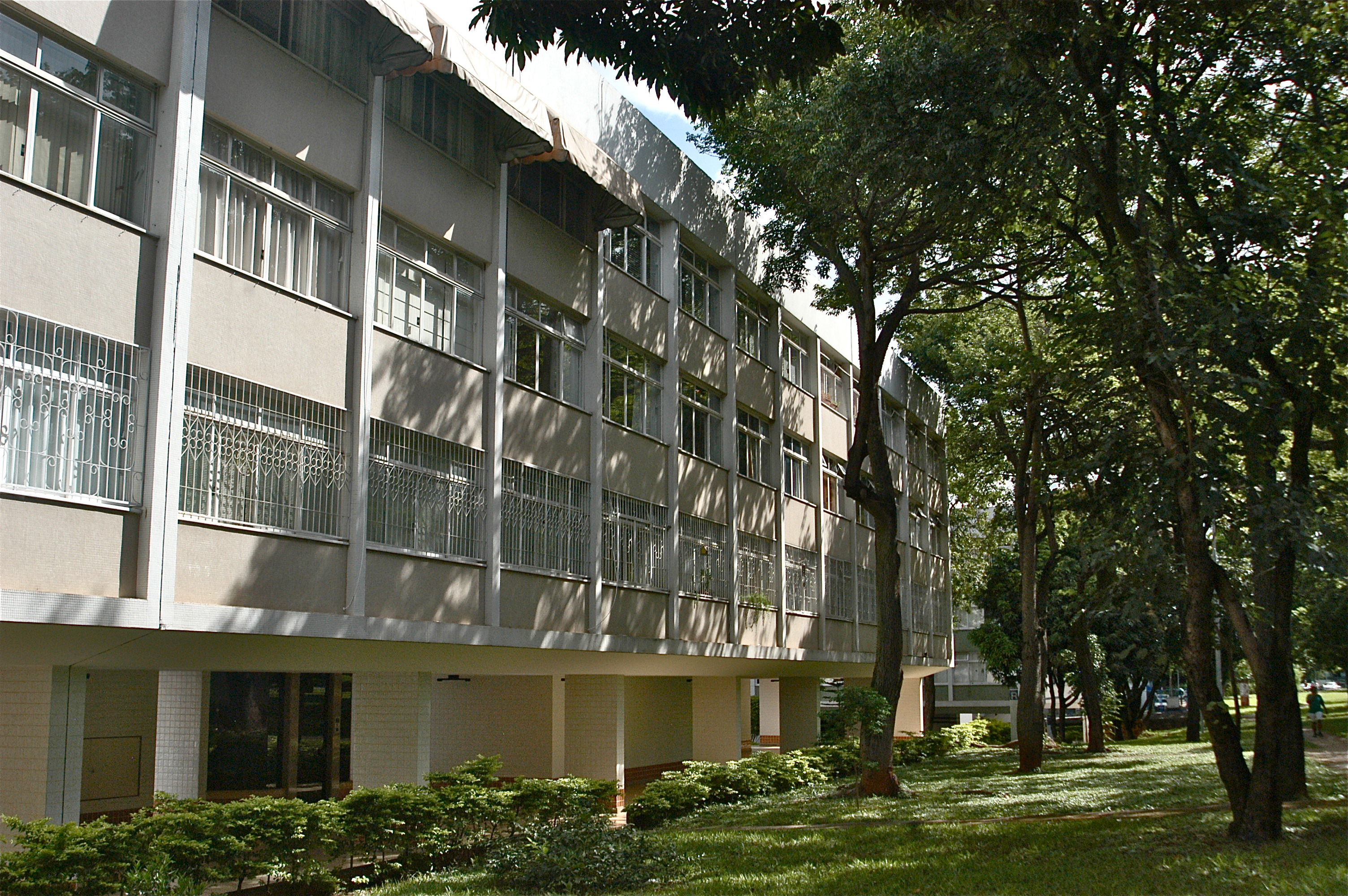
Fachada do Bloco R, na Superquadra 407 Sul (SQS 407).

No Brasil as superquadras são agrupadas em Superquadra Norte (SQN) e Superquadra Sul (SQS), ficando respectivamente nas Asas Norte e Sul do Plano Piloto, paralelas ao Eixo Rodoviário de Brasília, o popular Eixão, tendo sido consideradas uma das mais notórias experiências da arquitetura moderna.
As superquadras são numeradas conforme uma lógica que, uma vez compreendida, permite uma fácil localização: em relação ao Eixo Rodoviário, as quadras iniciadas com números pares (200, 400...) estão a leste do Eixão, entre este e o Lago Paranoá, enquanto as iniciadas com números ímpares (100, 300, 500...) localizam-se a oeste do Eixão, entre este e o Parque da Cidade, o Memorial JK, entre outros locais do oeste do Plano Piloto. Os dois últimos dígitos indicam a quantas quadras, sequencialmente falando, se está do Eixo Monumental.

## História

### Criação
O projeto das superquadras foi realizado pelo arquiteto e urbanista Lúcio Costa junto com o projeto do Plano Piloto, na fase inicial da construção de Brasília, quando a cidade estava ainda sendo planejada para substituir o Rio de Janeiro na função de capital federal. As primeiras delas foram construídas junto com a cidade, inaugurada em 1960. Sua vegetação abundante e seus blocos residenciais estão entre as visões mais conhecidas pelas pessoas que não habitam a cidade.
Algumas das características realizadas nos blocos das superquadras do Plano Piloto vieram de realizações do arquiteto na antiga capital federal: o térreo vazado com pilotis, conceito corbusiano expresso nos Cinco pontos da Nova Arquitetura, veio do conjunto residencial do Parque Guinle, no bairro de Laranjeiras, no final da década de 1940, assim como o uso de cobogós, elementos vazados que protegem da insolação garantindo a ventilação.

### Distribuição das Superquadras
No relatório do Plano Piloto de 1957, Lúcio Costa diz: 
Quanto ao problema residencial, ocorreu a solução de criar-se uma seqüência contínua de grandes quadras dispostas em ordem dupla ou singela, de ambos os lados da faixa rodoviária, e emolduradas por uma larga cinta densamente arborizada (...)
Assim, as superquadras seriam dispostas de forma contígua ao eixo rodoviário, com 6 km para cada lado a partir do cruzamento dos eixos. Na planta original, oferecida por Lúcio Costa para o concurso, constavam três faixas de superquadras: as que ficavam a oeste do eixo (atuais 100 e 300) contavam com 17 superquadras cada, e as que ficavam a leste, no lado interno da curva do eixo, contavam com 15 superquadras. Isso totalizaria 49 superquadras por asa, 98 no total. Entretanto, ainda em 1957, é publicado um "plano definitivo" que, mantendo a concepção geral de Lúcio Costa, faz algumas modificações nessa sequência:
- Uma quarta faixa de quadras, as 400, introduzidas pela Divisão de Urbanismo para ser uma zona de padrão econômico mais baixo, com superquadras duplas (sem espaço livre entre as quadras), e prédios mais baixos, de até três pavimentos;
- Redução no número de quadras e adaptação na curvatura da planta: As quatro faixas passam a contar com 15 superquadras em cada asa, numeradas de 02 a 16, com a supressão das quadras 101 e 301 para instalação de zonas hospitalares;

Com isso, o número de quadras passou a ser de 120, com 60 em cada asa.

### Apropriação pelos moradores
O início foi de críticas. Dizia-se que as superquadras não tinham condições mínimas de habitabilidade. O conceito era novo, e era natural que os novos moradores estranhassem as novas condições na também nova cidade. Porém, com o tempo, as pessoas foram se acostumando e se organizando. Associações de moradores se formaram, cuidando das partes públicas, e a grande maioria dos que vieram "obrigados" devido a transferência da capital permaneceram nas superquadras.
Lúcio Costa pretendia que as superquadras fossem ocupadas pela nova classe trabalhadora da cidade, mas que ao mesmo tempo tivesse uma vida provinciana, simbolizada pelo isolamento interno proposto. Enquanto o Eixo Monumental, seria, como o nome sugere, um símbolo do poder governamental e do próprio país em seus palácios e edifícios monumentais e o foco do turismo, o Eixo Rodoviário seria a área residencial familiar, mas também bem estruturada e não devendo em nada ao eixo palaciano, igualando a elite ao povo. A organização nos eixos de fato, funciona, mas a classe média que mora nas superquadras não é exatamente a classe trabalhadora que ascenderia ao novo tipo de residência - esta nunca ascendeu a classe média e ocupou as cidades satélite. A intenção de quebrar a desigualdade através do desenho urbano, assim, não se cumpriu.

## Características
| “ | O conceito de “superquadra” como extensão residencial aberta ao público, em contraposição ao de “condomínio” como área fechada e privativa, foi inovador e revelou-se válido e civilizado. | ” |

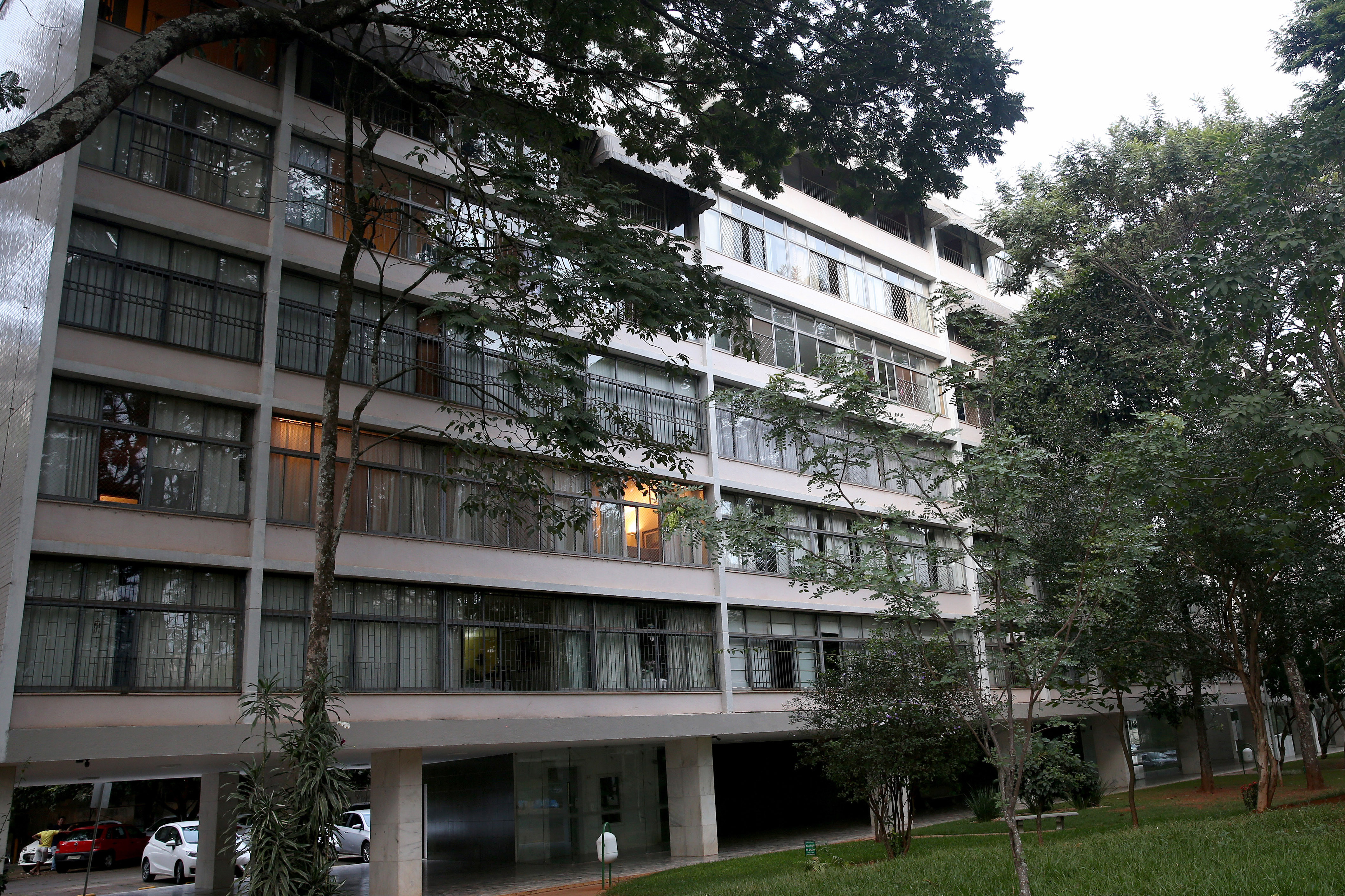
Prédio da 305 Sul.

As superquadras são quarteirões de lados idênticos de aproximadamente 280 metros.. As quadras possuem moldura vegetal de 20m de largura em cada borda, e no seu interior possuem uma predominância de áreas abertas sobre áreas edificadas, com separação entre os caminhos de pedestres e os caminhos de veículos. Os blocos verticais possuem altura uniforme: térreo mais seis pavimentos nas Superquadras 100, 200 e 300, enquanto as Superquadras 400 possuem térreo mais três pavimentos. Os blocos verticais foram projetados por diversos arquitetos em várias épocas. Outra característica típica dos blocos de superquadras é que estes sustentam-se em pilotis, cujo acesso é livre. As superquadras também possuem comércios, localizados entre as quadras (Comércio Local, siglas CLN e CLS). E cada superquadra possui um único acesso comum, garantindo um tráfego mais calmo, em menor velocidade
Todavia, poucas superquadras têm a grande maioria dos equipamentos urbanos previstos – tais como igrejas, cinemas e escolas – no projeto original de Brasília, dentre elas, as Superquadras 107, 108, 307 e 308 Sul. Conforme o projeto original de Lúcio Costa, quatro superquadras formariam uma unidade de vizinhança, mas vários clubes de vizinhança, que foram planejados para essas unidades nunca saíram do papel. A falta de de espaços culturais e de lazer – previstos dentro do Plano Piloto em áreas especificas para tal – é uma crítica comum entre os moradores.

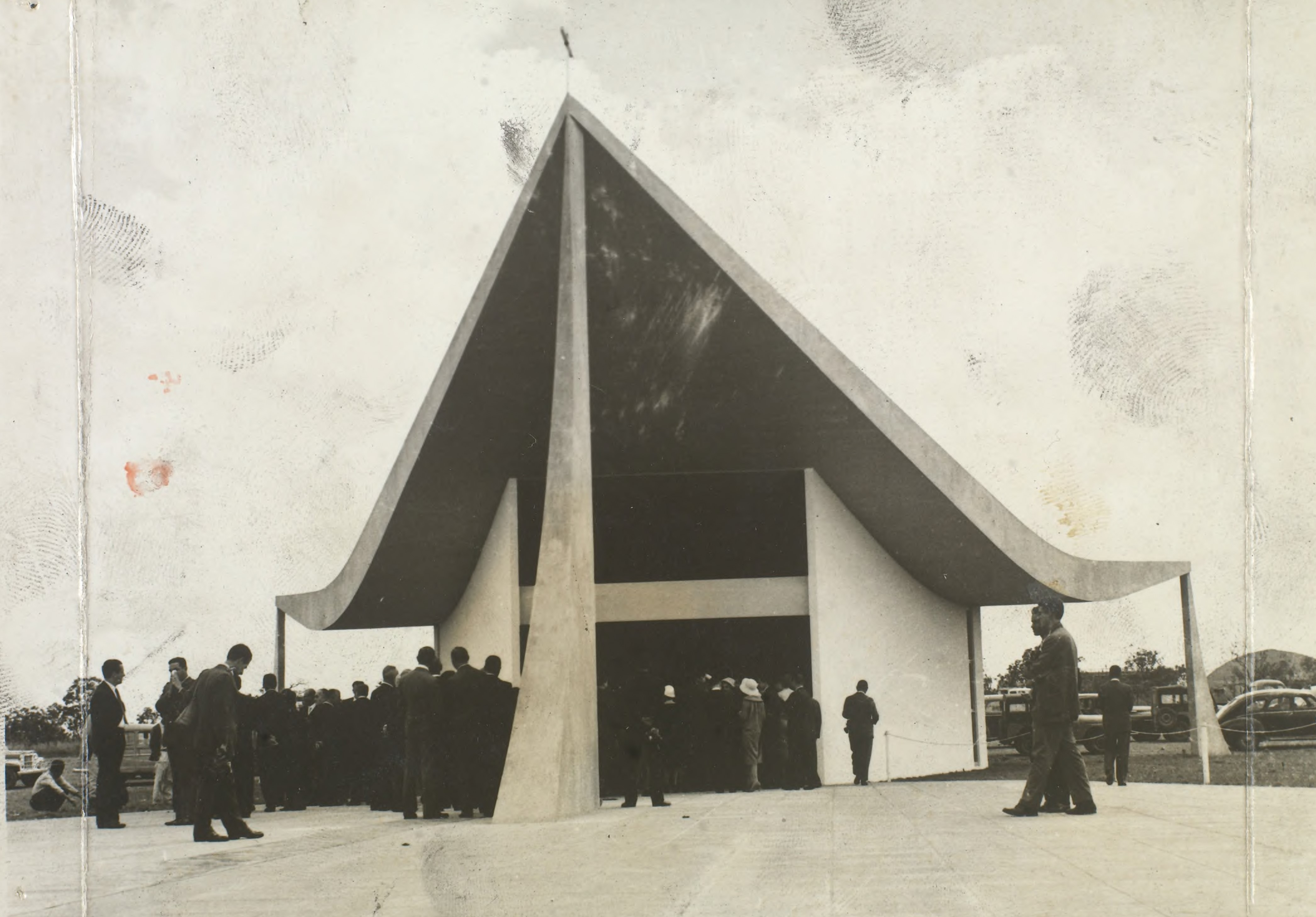
A Igreja Nossa Senhora de Fátima, localizada na 308 Sul, foi o primeiro templo religioso de Brasília.

### 308 Sul, a superquadra modelo
A superquadra 308 Sul foi inaugurada em 1962, tendo sido projetada em detalhes por Lúcio Costa para ser um modelo para as outras. Além de ter todos os equipamentos previstos, como praças, escolas, clube de vizinhança, comércio, biblioteca e igreja, foi também a primeira quadra com estacionamento subterrâneo. Apesar da crença comum de que todo o conjunto é de Lúcio Costa, os prédios são dos arquitetos Sérgio Rocha e Marcelo Campelo. A escola da quadra foi projetada por Oscar Niemeyer, que também projetou nela a Igreja Nossa Senhora de Fátima, o primeiro templo religioso da nova capital, que tem uma fachada de azulejos de Athos Bulcão, que também tem azulejos no Jardim de Infância. Também participou do projeto da 308 Sul o arquiteto paisagista Burle Marx, que desenhou dois jardins para a quadra. A superquadra e suas vizinhas, que formam a Unidade de Vizinhança 107/307 e 108/308 Sul, acabaram sendo tombadas como patrimônio por seu conjunto urbanístico.

### Entrequadras
São áreas verdes que ficam entre as superquadras. De acordo com plano urbanístico de Brasília, essas áreas não podem receber construções, com exceções dadas aos Clube Social Unidade de Vizinhança.

### Comércio Local
Geralmente, os CL são áreas destinadas ao comércio. Geralmente duas CLs ficam de frente uma para a outra de um lado, sendo divididas por uma pequena via, e do outro lado, ficam de frente a Superquadra. No projeto original, a entrada das lojas se dava para as Superquadras, porém na prática se deu o contrário, dando a entrada de cara com a rua.

### Administração
Cada superquadra possui uma administração própria, chamada de Prefeitura de Quadra, regulamentada pela Lei Distrital 1.713/97. O administrador recebe o nome Prefeito de Quadra, que é um cargo que está logo abaixo do Administrador Regional.